# Sculpture méta-mécanique automobile
 (décembre 2018).
Sculpture méta-mécanique automobile est une sculpture créée par Jean Tinguely en 1954. Elle est conservée au musée national d'Art moderne, à Paris.